# Karl Poppe (Politiker, 1896)

Karl Poppe

Karl Poppe (* 24. Januar 1896 in Barel; † 8. Juni 1965 in Dötlingen) war ein deutscher Politiker (NSDAP).

## Leben
Poppe wurde als Sohn eines Hofbesitzers geboren. Nach dem Besuch der Volksschule wurde er an der landwirtschaftlichen Winterschule ausgebildet. Von Dezember 1915 bis Dezember 1918 war er als Soldat im Ersten Weltkrieg im Einsatz, unter anderem bei der 2. Maschinen-Gewehr-Kompanie im Infanterie-Regiment 91 und bei der 5. Kompanie des Reserve-Infanterie-Regiments 440. Ab 1924 war er selbständiger Landwirt; zuvor hatte er auf dem Hof seiner Eltern gearbeitet.
Zum 1. März 1929 trat er in die NSDAP ein (Mitgliedsnummer 118.669). Von Dezember 1929 bis Mai 1930 leitete er die Ortsgruppe in Brettorf (heute zu Dötlingen). Zudem wurde er SA-Führer und Leiter der Hauptabteilung V bei der NSDAP im Gau Weser-Ems. 
Nach der Machtübertragung an die Nationalsozialisten wurde Poppe Landesbauernführer für Oldenburg-Bremen. Zudem fungierte er ab 1933 auch als Vizepräsident der Oldenburgischen Landwirtschaftskammer und als Präsident des Verbandes Oldenburgischer Landwirtschaftlicher Genossenschaften. Im gleichen Jahr wurde er Mitglied im Reichsbauernrat.
Bei der Reichstagswahl vom Juli 1932 wurde Poppe als Kandidat der NSDAP für den Wahlkreis 14 (Weser-Ems) in den Reichstag gewählt, dem er in der Folge ohne Unterbrechung bis zum März 1936 angehörte. Das wichtigste parlamentarische Ereignis, an dem Poppe sich während seiner Abgeordnetenzeit beteiligte, war die Verabschiedung des Ermächtigungsgesetzes im März 1933, das die juristische Grundlage für die Errichtung der nationalsozialistischen Diktatur bildete und das unter anderem auch mit Poppes Stimme beschlossen wurde.
Wegen einer schweren Erkrankung legte Poppe im Oktober 1935 vorübergehend, im Februar 1936 dann endgültig seine Ämter nieder. Zeitgleich wurde er zum „Altlandesbauernführer“ ernannt. Bei der Reichstagswahl am 29. März 1936 hatte er sich zwar noch um ein Mandat beworben, zog aber nicht mehr in den nationalsozialistischen Reichstag ein.
Nach Kriegsende wohnte Poppe in Oldenburg.

## Schriften
- Die Geschichte der kurhessischen SA, Kassel 1935.